# Holyhead
Holyhead (wal. Caergybi) – największe miasto w hrabstwie Anglesey, usytuowane w północno-zachodniej Walii na wyspie Holy Island. Liczba mieszkańców według spisu powszechnego z 2011 roku wynosiła 11 431 osób.